# Брије ла Бисјер
Брије ла Бисјер (фр. Bruay-la-Buissière) је насељено место у Француској у региону Север-Па де Кале, у департману Па де Кале.
По подацима из 2011. године у општини је живело 23.441 становника, а густина насељености је износила 1433,7 становника/km².

## Демографија
| 1962.  | 1968.  | 1975.  | 1982.  | 1990.  | 2011.  |
| ------ | ------ | ------ | ------ | ------ | ------ |
| 30.902 | 28.628 | 25.714 | 22.893 | 24.927 | 23.441 |